# UN/LOCODE
UN/LOCODE er de Forenede Nationers kode for handels- og transportlokationer. Det er et sæt af geografiske koder, der udvikles og vedligeholdes af United Nations Economic Commission for Europe (UNECE). UN/LOCODE tildeler koder til steder, der har betydning for handel og transport, såsom havne, tog- og fragtterminaler, lufthavne, postkontorer og grænseposter. Den første udgave kom i 1981 og indeholdt koder for 8.000 steder, versionen fra 2008 indeholdt koder for 60.000 steder.

## Anglificeret stavemåde
Udover forkortelsen, har man også i UN/LOCODE indlagt en definition af stavemåden på stederne, således at disse kan skrives udelukkende ved hjælp af det engelske alfabet. Det har man opnået ved, at fjerne alle diakritiske tegn fra de lokale navne.

## Struktur
UN/LOCODE består af fem karakterer. De to første er bogstaver, der definerer hvilket land, stedet ligger i. Denne kode svarer til ISO 3166-1 alpha-2. De tre næste karakterer definerer et sted indenfor dette land. Normalt benyttes der bogstaver, men cifrene fra 2 – 9 kan også benyttes, idet man udelukker brugen af "0" og "1" for at undgå misforståelser mellem "O" og "0" og mellem "I" og "1".
For hvert land kan der maksimalt tildeles 26*26*26 = 17.576 koder/steder, hvis der kun bruges bogstaver eller 34*34*34 = 39.304 koder/steder, hvis man både bruger bogstaver og tal.
Normalt vil det være sådan, at lufthavnes UN/LOCODE vil være den samme som deres tilsvarende IATA-kode, desværre kan man ikke helt regne med dette, da der findes 720 steder, hvor der ikke er overensstemmelse dem imellem.

## Ekstern henvisning
- "UN/LOCODE landeliste med henvisning til landene" (engelsk).